# Concessio
Concessio eller medgivande, är en topik/underkategori ur status-läran; status qualitatis och syftar till att erkänna en anklagelse.  

## Översikt
Status qualitatis är en av statuslärans fyra argumentationsstrategier och syftar till att belysa särskilda omständigheter som kan påverka resultatet av en dom. Det finns fyra stycken topiker som hör till status qualitatis: comparatio, remotio criminis, relatio criminis och concessio. 
Concessio kan ses som en sista utväg där den anklagade erkänner brott i förhoppning om att minska eller undvika straff. Erkännandet kan göras på två sätt, antingen använder sig den anklagade av purgatio eller deprecatio. Om den anklagade använder sig av purgatio erkänner denne brott men betonar att syftet med handlingen var god. Argumentationen kan syfta till att brottet begicks på grund av okunnighet (inpudentia), misstag (fortuna) eller nödvändighet (necessitas). Om den anklagade använder sig av deprecatio ber denna om nåd. Den anklagade försvarar sig inte, bekänner brott och ber helt enkelt om ursäkt för sina handlingar. För att lindra eller undvika straff kan den anklagade istället vädja till forna goda samhällsgärningar eller förklara hur andra kan drabbas av den anklagades straff. 

## Historia
Under antiken var de offentliga rättegångarna en väsentlig del i att lösa olika samhällstvister. Att kunna övertyga domare och åhörare blev därmed en viktig konst att besitta. Från 400-talet f.kr startades de första retoriska skolorna där man fick lära sig att bemästra konsten. Eleverna fick lära sig olika regler, metoder och verktyg för hur man skriver och framför ett bra tal. Statusläran är känd från den grekiske retorikern Hermagoras av Temnos (100-talet f. Kr) och den utvecklades sedan av Hermogenes av Tarsus (160-225 e. Kr.).  Status-läran blev känd genom den latinska retoriska läroboken Ad Herennium, som talar om faktaprövning, rättslig rubricering och juridisk bedömning.